# 32-я ракетная дивизия
32-я ракетная Херсонская Краснознамённая дивизия имени маршала Советского Союза Устинова Д. Ф. (в/ч 14153) — воинское соединение в составе 43-й ракетной армии РВСН вооружённых сил СССР.

## История
Сформирована в сентябре 1959 года в дер. Мышанке Гомельской области как 12-я инженерная бригада РВГК,и(з состава 154-й тяжёлой гаубичной артиллерийской бригады). Формирование завершено в декабре 1959 года.
1 июля 1960 года бригада передислоцирована в город Поставы Витебской области и переименована в 32-ю ракетную дивизию, в составе 50-й ракетной армии.

Октябрь 1962 года, 110-й и 376-й ракетные полки были переданы в состав 49-й гвардейской ракетной дивизии.
5 февраля 1980 года на основе 2-го дивизиона 428-го гвардейского ракетного полка и офицерского состава трёх ракетных полков дивизии в городе Сморгони сформирован 835-й ракетный полк.
В 1984 году дивизия получила почётное наименование «имени Маршала СССР Д. Ф. Устинова».
В 1990 году 346-й ракетный полк передан в 49-ю гвардейскую ракетную дивизию.

В июне 1990 года дивизия в связи с расформированием 50 РА (штаб в городе Смоленске) передана в состав 43-й ракетной армии, а с марта 1993 года — 27-й гвардейской ракетной армии.
1 декабря 1993 года дивизия расформирована.

## Состав[3]
- Первоначальный состав:
  - 369-й гвардейский инженерный полк РВГК (гор. Житковичи Гомельской области);
  - 966-я подвижная ремонтно-техническая база (гор. Житковичи Гомельской области);
  - 638-й инженерный полк РВГК (гор. Волковыск Гродненской области);
  - 320-я подвижная ремонтно-техническая база (гор. Волковыск Гродненской области);
  - 351-й инженерный полк РВГК (дер. Мышанка Гомельской области);
  - 944-я подвижная ремонтно-техническая база (дер. Мышанка Гомельской области).
- По состоянию на 1961 год:
  - 170-й ракетный полк, в/ч 23462, позывной «Перевал», (дер. Минойты Гродненской области) с ПУ Р-12;
  - 249-й ракетный полк, в/ч 23463, позывной «Эскадра» (гор. Полоцк Витебской области) с ПУ Р-12;
  - 346-й ракетный полк, в/ч 33858, позывной «Дверь» (гор. Поставы Витебской области) с ПУ Р-12;
  - 376-й ракетный полк, в/ч 21300, позывной «Силикон» (пос. Гёзгалы Гродненской области) с ПУ Р-12;
  - 402-й ракетный полк, в/ч 34171, позывной «Белочка» (п.г.т. Ветрино Витебской области) с ПУ Р-12;
  - 428-й ракетный полк, в/ч 44197, позывной «Слухач» (гор. Сморгонь Гродненской области) с ПУ Р-14.
- По состоянию на 1980 год:
  - 249-й ракетный полк, позывной «Эскадра» (гор. Полоцк Витебской области);
  - 346-й ракетный полк, позывной «Дверь» (гор. Поставы Витебской области);
  - 402-й ракетный полк, позывной «Белочка» (п.г.т. Ветрино Витебской области);
  - 428-й ракетный полк, позывной «Слухач» (с 1992 г.  — в/ч 73727) (гор. Сморгонь Гродненской области);
  - 835-й ракетный полк, в/ч 49560, позывной «География» (гор. Сморгонь Гродненской области).

## Вооружение
В различные годы на вооружении дивизии находились:
- Р-12 (8К63 / SS-4) (1960-1976 гг.);
- Р-14 (8К65 / SS-5) (1962-1978 гг.);
- РСД-10 «Пионер-УТТХ» (15Ж53 / SS-20 mod. 2) (1977-1990  гг.);
- РТ-2ПМ «Тополь» (15Ж58 / SS-25) (1991-1993 гг.).

## Командиры дивизии
- генерал-майор Фронтов Вячеслав Фёдорович (9.1959 г. - 8.1970 г.);
- генерал-майор Неделин Вадим Серафимович (8.1970 г. - 11.1973 г.);
- генерал-майор Лапшин Анатолий Сергеевич (11.1973 г. - 9.1977 г.);
- генерал-майор Михтюк Владимир Алексеевич (9.1977 г. - 12.1980 г.);
- генерал-майор Шаварин Владимир Яковлевич(12.1980 г. - 7.1986 г.);
- полковник Зайков Геннадий Дмитриевич (7.1986 г. - 10.1989 г.);
- генерал-майор Прозоров Валерий Викторович (10.1989 г. - 6.1991 г.);
- полковник Руденко Василий Степанович (6.1991 г. - 6.1992 г.);
- генерал-майор Малафеев Василий Иванович (6.1992 г. - 11.1993 г.).